# 齋藤力
齋藤 力（さいとう ちから、1974年3月18日 - ）は、日本のゲームクリエイター。スクウェア・エニックス所属。

## 略歴
日本電子専門学校電子情報処理科卒業。中堅ゲーム会社に就職するも半年で退社し、2年程アルバイト生活をしていた。
シャウトデザインワークスにて7年間勤務し、東京魔人學園伝奇シリーズと『九龍妖魔學園紀』のプランナーリーダー（助監督）を務めるが『九龍妖魔學園紀』発売直後に退職。別のIT業界を経て2005年、スクウェア・エニックスに入社。
『ドラゴンクエストX 目覚めし五つの種族 オンライン』ではチーフプランナー、追加ディスクの『ドラゴンクエストX 眠れる勇者と導きの盟友 オンライン』および『ドラゴンクエストX いにしえの竜の伝承 オンライン』はディレクターを務めた。
愛称は「りっきー」。

## 作品
- 東京魔人學園剣風帖（1998年）- 企画
- 東京魔人學園朧綺譚（1999年）- 企画
- 東京魔人學園符咒封録（2000年）
- 東京魔人學園外法帖（2002年）- 企画
- 東京魔人學園外法帖血風録（2004年）- 企画
- 九龍妖魔學園紀（2004年） - 助監督[8]
- クロストレジャーズ（2009年） - ディレクター[9]
- ドラゴンクエストX 目覚めし五つの種族 オンライン（2012年） - チーフプランナー
- ドラゴンクエストX 眠れる勇者と導きの盟友 オンライン（2013年） - ディレクター
- ドラゴンクエストX いにしえの竜の伝承 オンライン（2015年） - ディレクター
- FOAMSTARS（2024年） - ディレクター